# Mansfield (Missouri)
Mansfield jest niewielkim amerykańskim miastem w hrabstwie Wright, w stanie Missouri.
W roku 1894 wprowadziła się tu Laura Ingalls Wilder z mężem Almanzem i córką Rose. Spędzili tu kolejne 60 lat. To w Mansfield powstawały książki z cyklu Domek na prerii. W domu, w którym mieszkali, znajduje się muzeum. 

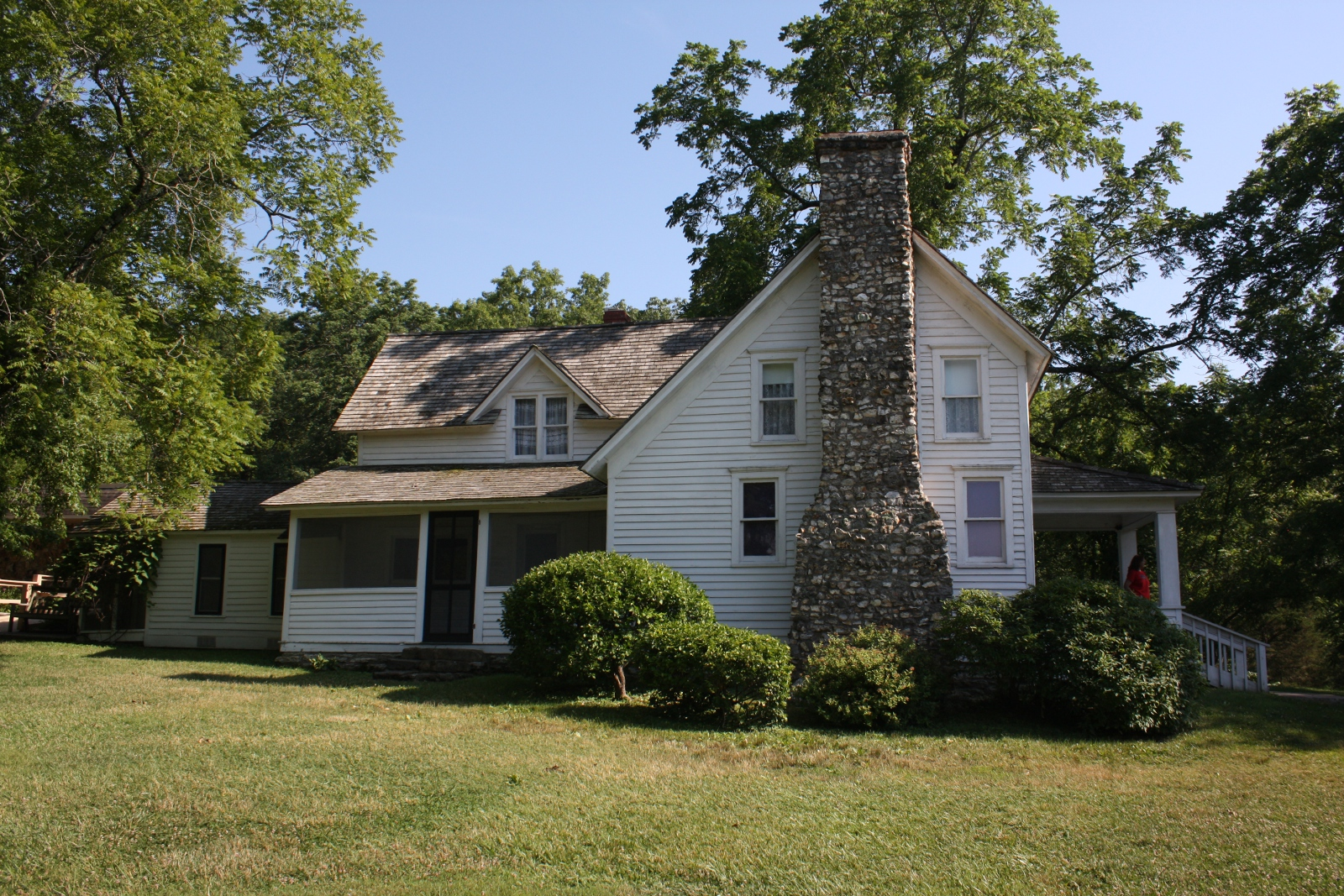
Skalista Farma, gospodarstwo pod Mansfield, w którym spędziła dorosłe życie Laura Ingalls Wilder i w którym powstały wszystkie jej powieści. Obecnie, muzeum autorki.